# 圧迫
圧迫（あっぱく）とは、押し迫りおびやかすこと。「敵を―する」。特に、威圧すること。「金の力で―する」。また単に、おさえつけること。
| ウィキペディアには「圧迫」という見出しの百科事典記事はありません（タイトルに「圧迫」を含むページの一覧/「圧迫」で始まるページの一覧）。 代わりにウィクショナリーのページ「圧迫」が役に立つかもしれません。 |